# Erika Sánchez

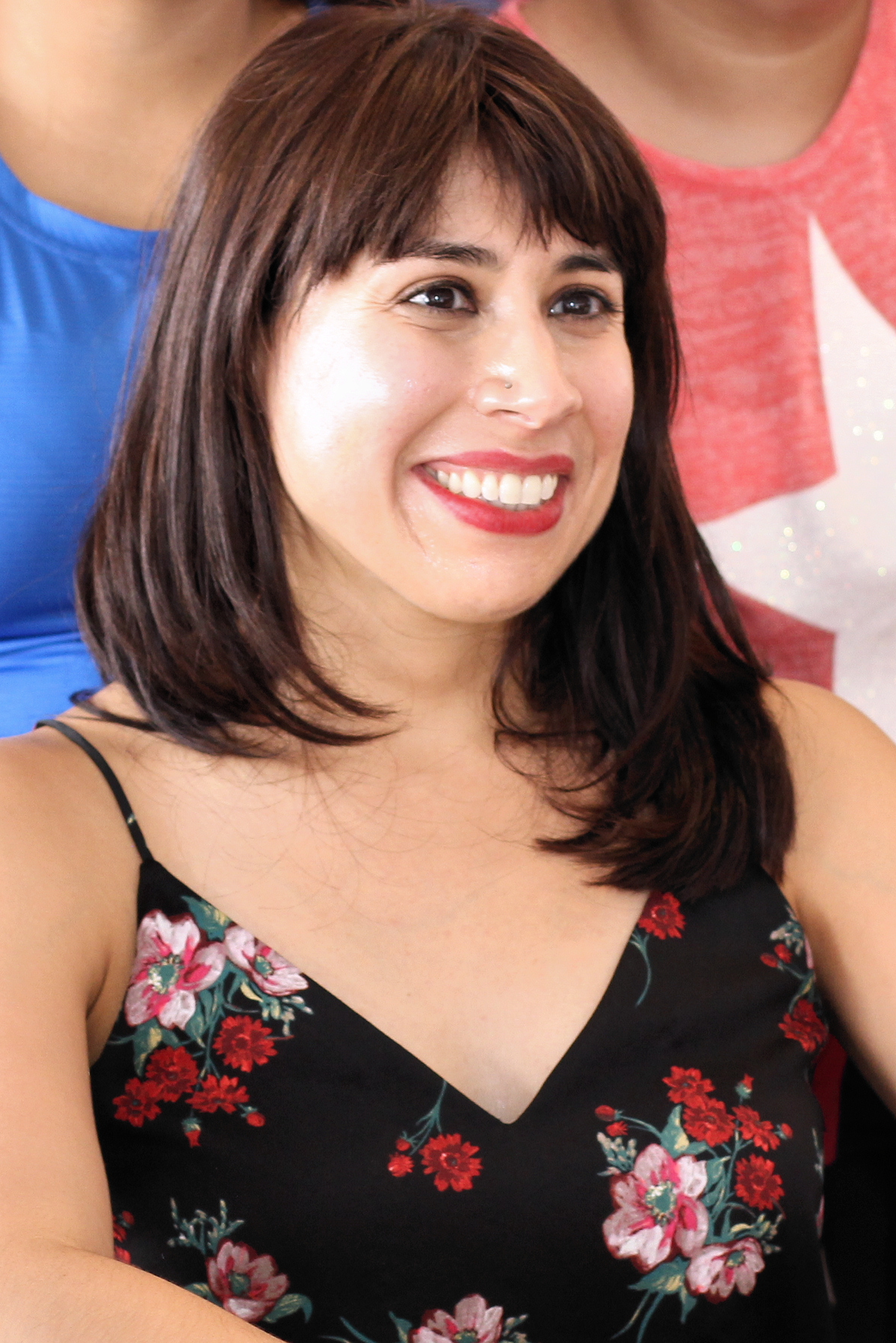
Erika Sánchez auf dem Texas Book Festival 2018

Erika Sánchez (* 1984), auch bekannt als Erika L. Sánchez, ist eine US-amerikanische Autorin, die für ihre Lyrik und Jugendliteratur bekannt ist. Sie ist auch als Journalistin tätig.

## Leben und Werk
Erika Sánchez wuchs als Tochter von mexikanischen Einwanderern ohne Aufenthaltserlaubnis in Cicero auf. Sie studierte zunächst an der University of Illinois at Chicago und setzte ihre Studien in Madrid fort, wo sie nebenher Englisch unterrichtete. Später schloss sie ein Studium des kreativen Schreibens an der University of New Mexico mit einem Master of Fine Arts ab. Zwischen 2012 und 2014 schrieb Erika Sánchez Kolumnen zum Thema Liebe und Sexualität für die Zeitschrift Cosmopolitan for Latinas. Journalistische Texte von ihr erschienen aber auch in so bekannten Zeitungen wie The Guardian, Rolling Stone, Cosmopolitan und den Kirkus Reviews. Einige Artikel wurden in mehrere Sprachen übersetzt. Lyrische Texte erschienen in den Magazinen Pleiades, Hunger Mountain, Crab Orchard Review, Hayden’s Ferry Review, Ostrich Review, Copper Nickel, Vinyl Poetry, Guernica, diode, Boston Review, ESPN.com, The Paris Review, Gulf Coast, Poetry sowie in der Anthologie Please Excuse This Poem: 100 New Poems for the Next Generation, die 2015 bei Viking erschien.
Es ist ein Anliegen von Erika Sánchez, mit ihrem Schreiben das Thema psychische Gesundheit in den öffentlichen Diskurs zu bringen.

## Auszeichnungen und Preise
2013 wurde Erika Sánchez als Entdeckung des Boston Review geehrt, 2015 erhielt sie die Ruth Lilly and Dorothy Sargent Rosenberg Poetry Fellowship der Poetry Foundation. Weitere Stipendien erhielt sie im Rahmen des Fulbright-Programms und der Bread Loaf Writers’ Conference, sowie eine Princeton Art Fellowship 2017 – 2019. Ihr Jugendroman I Am Not Your Perfect Mexican Daughter stand auf der Bestsellerliste der New York Times und wurde in der Sparte Young People’s Literature für den National Book Award nominiert.

## Veröffentlichungen
- 2017 Lessons on Expulsion, Greywolf Publishing
- 2017 I Am Not Your Perfect Mexican Daughter, Knopf Books for Young Readers
- Crying in the Bathroom: A Memoir. Viking, New York 2022, ISBN 978-0-593-29693-6.